# Río Luis (Panama)
Río Luis ist ein Corregimiento des Bezirks Santa Fe in der Provinz Veraguas in Panama. Bei der Volkszählung im Jahr 2023 hatte es 3001 Einwohner. Das Corregimiento erstreckt sich über eine Fläche von 257,5 km².
Die politische Verwaltungseinheit wurde durch Gesetz Nr. 58 vom 29. Juli 1998 geschaffen, infolge der Erklärung der Verfassungswidrigkeit des Gesetzes Nr. 2 von 1981.

## Bevölkerung
Die folgende Tabelle zeigt die Bevölkerung des Corregimientos Río Luis, wie es in den Volkszählungen 2000, 2010 und 2023 erfasst wurde.
| Jahr         | 2000 | 2010 | 2023 |
| ------------ | ---- | ---- | ---- |
| Einwohner    | 1708 | 2204 | 3001 |
| davon Männer | 914  | 1138 | 1483 |
| davon Frauen | 794  | 1066 | 1518 |

## Orte
Im Corregimiento Río Luis befinden sich folgende Orte:
- Alto Limón
- Alto Ortiga
- Bajo Grande
- Bambú o Alto Bambú
- Boca de Caloveborita
- Boca de Gallota
- Boca de Río Grande o Nva. Esperanza
- Caloveborita
- Camarones
- Campamento
- Carrisillal
- Charco Robalo
- El Bateo
- El Bongo
- El Guabal
- El Pejal
- El Pino
- El Terrón de Veraguas
- Filipina
- Guacá
- Guazarito No.1
- Guazarito No.2
- Hoja de Teñir
- La Llanita
- La Playita
- La Tolloza o Toyosa
- Lajitas
- Las Trancas
- Loma de La Pava
- Los Azules
- Los Caracoles o Boca de Quebrada Caracolito
- Los Ñame
- Ortiga Arriba
- Paja Peluda o La Pedregosa
- Palmar
- Pata de Loma Grande
- Pedregoso No.1
- Piedra de Moler
- Piragual
- Playita Arriba
- Quebrada Benítez
- Quebrada El Macho
- Quebrada La Empalizada o La Palizada
- Quebrada Larga No.1
- Quebrada Larga No.2
- Quebrada Llanita
- Río Luis
- Tuza